# Ozarba albimarginata
Ozarba albimarginata är en fjärilsart som beskrevs av George Francis Hampson 1896. Ozarba albimarginata ingår i släktet Ozarba och familjen nattflyn. Inga underarter finns listade i Catalogue of Life.